# Trận Ypres lần thứ hai
Trận Ypres lần thứ hai là một trận đánh trên Mặt trận phía Tây của cuộc Chiến tranh thế giới thứ nhất, diễn ra từ ngày 22 tháng 4 cho đến ngày 25 tháng 5 năm 1915. Là chiến dịch tấn công đầu tiên và duy nhất của quân đội Đế quốc Đức trên Mặt trận phía Tây vào năm 1915, đây cũng là cuộc giao chiến lớn đầu tiên của Canada, đã tạo nên danh tiếng cho quân đội Canada bất chấp thiệt hại không nhỏ của họ. Trong chiến dịch tấn công này, quân đội Đức đã giành chiến thắng trước quân đội Đế quốc Anh, Pháp và Bỉ, gây thiệt hại nặng nề cho liên quân. Mặc dù Lực lượng Viễn chinh Anh đã vẫn làm chủ thị trấn Ypres, thị trấn này không còn giá trị gì về quân sự. Đây cũng là lần đầu tiên mà khí độc được sử dụng rộng rãi trong chiến tranh, và chênh lệch về thiệt hại giữa hai phe thể hiện thành công của quân Đức trong việc sử dụng khí độc trong trận đánh này. Việc sử dụng khí độc của quân Đức tại Ypres cũng định hướng cho giai đoạn sau của cuộc chiến tranh.
Người Đức đã phát động chiến dịch này với hai mục tiêu: thứ nhất là để tránh tạo sự chú ý đến chuyển động của quân đội Đức sang Mặt trận phía Tây để chuẩn bị chiến dịch mà dẫn tới chiến thắng của họ tại Gorlice-Tarnów, thứ hai là để đánh giá tác động của khí độc lên Mặt trận phía Tây. Trước đó, quân Đức đã dùng đến hơi độc trong trận Bolimov (1915) trên Mặt trận phía Đông nhưng tại đây hơi độc đã bị đóng băng do thời tiết lạnh. Chiến tuyến Ypres được các lực lượng Pháp, Canada và Anh phòng ngự. Quân Pháp chiếm giữ phần phía Bắc của chiến tuyến, với 2 sư đoàn gồm thâu lính Zouave, bộ binh nhẹ mang súng trường người châu Phi và người Algeria bản xứ. Về bên phải quân Pháp là sư đoàn Canada, và về bên phải quân Canada là 3 sư đoàn quân chính quy Anh. Vào ngày 22 tháng 4 năm 1915, sau một cuộc pháo kích ngắn ngủi, sau đó họ thả khí độc về phía quân Pháp tại Gravenstafel. Khí độc clo đã gây thiệt hại nặng nề cho quân Pháp, khiến cho chiến tuyến của họ bị tan vỡ. Hơi độc đã tạo nên một lỗ hổng rất lớn trong chiến tuyến của quân đội phe Hiệp Ước về hướng Bắc Ypres, gây hiểm họa cho quân đội Anh và quân Canada. Tuy nhiên, do không có quân trừ bị và bất ngờ trước thành công của mình, quân đội Đức đã không chiếm giữ toàn bộ thế thượng phong. Nhờ đó, tướng Horace Smith-Dorrien đã kịp thời đưa các lực lượng Canada vào lỗ hổng. Quân Canada đã giữ được trận tuyến, mặc dù cho đến cuối ngày quân Đức đã gây tổn thất rất lớn cho địch thủ. Ngày hôm sau, quân Canada tấn công quân Đức nhưng bị đánh thiệt hại nặng, song các cuộc tấn công của quân Canada đã đem lại thời gian cho lực lượng đồng minh bảo vệ sườn của mình.
Khối Hiệp Ước không có biện pháp thích ứng để chống lại hơi độc của đối phương. Tuy nhiên, clo tan được trong nước, do đó một biện pháp phòng chống hơi độc nhất thời cho lính Hiệp Uớc là mặc quần áo nhúng nước. Cách này đã khiến cho quân Canada đánh lui được cuộc tấn công bằng hơi độc của quân Đức vào ngày 24 tháng 4 năm 1915. Đối diện với hiểm họa từ khí độc, vào ngày 27 tháng 4 năm 1915 Smith-Dorrien đã quyết định triệt thoái vài dặm về cao điểm Ypres. Trước khi ông có thể thực hiện được quyết định này, tướng Herbert Plumer đã thế chức ông. Đến Ypres, Plumer đã có những kết luận tương tự như Smith-Dorrien và tiến hành rút lui vào ngày 1 tháng 5 năm ấy. Vào ngày 2 tháng 5 năm 1915, quân Đức một lần nữa phát động tiến công nhưng đã bị quân Anh đẩy lùi. Vào ngày 8 tháng 5 năm ấy, quân Đức giành được một thắng lợi nhỏ.Trong các ngày 24 – 25 tháng 5, sau khi thả hơi độc trên một mặt trận dài 4.5 dặm Anh, quân Đức lại tấn công và dù ban đầu thất bại nhưng cuối cùng họ đã buộc quân Anh phải rút lui. Mặc dù quân đội Đức đã không chọc thủng được phòng tuyến của quân đồng minh, thắng lợi trong trận Ypres lần thứ hai đã mang lại cho họ phần lớn vùng đất cao trong khu vực và thu nhỏ "chỗ lồi Ypres". Song, một hậu quả của chiến thắng Ypres là thái độ phản cảm của quốc tế đối với hơi độc của Đức.